# Списак председника Владе Републике Српске Крајине
Списак председника Владе Републике Српске Крајине обухвата списак премијера Републике Српске Крајине у време њеног постојања, од 1991. до 1995. године.
| Број                            | Председник владе | Председник владе                | Животни век | Мандат             | Мандат            | Партија                    | Напомена |
| ------------------------------- | ---------------- | ------------------------------- | ----------- | ------------------ | ----------------- | -------------------------- | -------- |
| Председници Владе 1991. - 1995. |                  |                                 |             |                    |                   |                            |          |
| 1                               | Душан Вјештица   | Душан Вјештица                  | –           | 19. децембар 1991. | 16. фебруар 1992. | Српска демократска странка |          |
| –                               | Ристо Матковић   | Ристо Матковић вршилац дужности | –           | 16. фебруар 1992.  | 26. фебруар 1992. | Српска демократска странка |          |
| 2                               | Здравко Зечевић  | Здравко Зечевић                 | –           | 26. фебруар 1992.  | 21. април 1993.   | Српска демократска странка |          |
| 3                               | Ђорђе Бјеговић   | Ђорђе Бјеговић                  | 1941–       | 21. април 1993.    | 27. март 1994.    | Српска партија социјалиста |          |
| 4                               | Борислав Микелић | Борислав Микелић                | 1939–2018   | 27. март 1994.     | 27. јул 1995.     | Независни                  |          |
| 5                               | Милан Бабић      | Милан Бабић                     | 1956–2006   | 27. јул 1995.      | 7. август 1995.   | Српска демократска странка |          |